# Лашамбр, Бенуа
Бенуа Лашамбр (фр. Benoît Lachambre; род. 10 февраля 1960, Монреаль) — канадский танцовщик и хореограф, представитель радикального крыла современного танца — «не-танец» (Жером Бель, Борис Шармац, Жозеф Надж и др.).

## Биография
Дебютировал в 1978 году в труппе Джаз-балет Монреаля, где танцевал до 1980 года. В 1980-1983 годах работал в труппе Танцтеатра Торонто. В 1996 году  создал собственную танцевальную труппу — Par B.L.eux (буквально «Бенуа Лашамбр и другие», по-французски звучит как parbleu — «черт возьми»). С 2005 года — приглашённый хореограф культурного центра Бреста Le Quartz.

## Постановки
- 1999 — Délire défait
- 2000 — Confort et complaisance
- 2001 — Not to Know
- 2003 — 100 Rencontres
- 2004 — Forgeries, Love and Other Matters (совместно с Мег Стюарт)
- 2005 — « I » Is Memory
- 2006 — Comme un chat assis sur le bord d'un océan de lait espérant le lécher au complet, Lugares Comunes
- 2008 — Is You Me (с участием Луизы Лекавалье), Body-Scan
- 2009 — JJ's voices (по заказу труппы Кульберг-балет[англ.])
- 2010 — O Oui
- 2012 — Snakeskins

## Признание
- Премия Жаклин Лёмьё (1998)
- Премия Бесси[англ.] (2006)
- Большая балетная премия Монреаля (2013)[1].